# أوسكمان
أوسكمان (الكازاخية: Өскемен) , عُرفت سابقاً بأسم (أوست كمانغورسك ) , مدينة تقع في كازاخستان , يبلغ عدد سكان المدينة 321 ألفاً حسب التعداد السكاني لعام 2013 , تقع في إقليم كازاخستان الشرقي وهي عاصمة الإقليم .

## توأمة
لأوسكمان اتفاقيات توأمة مع كل من:
- بابرويسك
- غانغننغ
- بورصة
- يوكنعام
- بارناول

## أعلام
- جورجي بتروف
- كاتسيارينا سنيتسينا
- لافار كورنيلوف
- أولغا ريباكوفا
- الكسندر شين